# Drowned
Pistes de l'album Quadrophenia
Sea and Sand Bell Boy
Drowned (en français : Noyé) est une chanson de l'opéra-rock Quadrophenia des Who.
Il s'agit de la treizième chanson de cet album, soit la troisième chanson du second disque.

## Caractéristiques
Le piano sur Drowned est joué par Chris Stainton.
Idéale pour l'improvisation, ce titre est probablement la chanson tirée de Quadrophenia la plus souvent jouée en concert par les Who. 
Dans la tournée de 1996 et 1997, Pete Townshend interprète seul ce morceau, sur une guitare acoustique.

Townshend explique, à propos de Drowned : 
«  Cette chanson, présente dans Quadrophenia, pourrait en fait être à part. Je crois que dans un sens c'est le cas. Quand le héros tragique [Jimmy] de Q la chante, c'est désespéré et nihiliste. En fait, c'est une chanson d'amour, l'amour de Dieu étant un océan et nous 'individus' étant des gouttes d'eau le composant. Meher Baba dit: « Je suis un océan d'amour ». Je veux me noyer dans cet océan, la 'goutte' sera elle-même ensuite un océan. Quoi qu'il en soit un conte - pendant que nous enregistrions il plut si fort à Battersea (là ou se trouve notre studio) que les murs étaient trempés par des flaques d'eau. Chris Stainton joua du piano dans une cabine et quand la prise fut finie, il ouvrit la porte et presque 500 gallons jaillirent dehors! Une autre coïncidence glorieuse. La prise sur l'album est celle-là. »
Un pont instrumental, situé environ à la moitié de la chanson, reprend la rythmique de 5:15.

## Sources et liens externes
- Notes sur l'album
- Tablatures pour guitare
- Paroles
- Site de référence sur l'album